# Thoirette
Thoirette je naselje in občina v francoskem departmaju Jura regije Franche-Comté. Naselje je leta 2009 imelo 664 prebivalcev.

## Geografija
Kraj leži v pokrajini Franche-Comté ob reki Ain, 33 km severovzhodno od Bourg-en-Bressa.

## Uprava
Občina Thoirette skupaj s sosednjimi občinami Arinthod, Aromas, La Boissière, Cernon, Cézia, Charnod, Chatonnay, Chemilla, Chisséria, Coisia, Condes, Cornod, Dramelay, Fétigny, Genod, Lavans-sur-Valouse, Légna, Marigna-sur-Valouse, Saint-Hymetière, Savigna, Valfin-sur-Valouse, Vescles in Vosbles sestavlja kanton Arinthod s sedežem v Arinthodu. Kanton je sestavni del okrožja Lons-le-Saunier.

## Zanimivosti
- cerkev Marijinega Vnebovzetja,
- kapela sv. Jerneja, Chaléa,
- rojstna hiša Xavierja Bichata,
- most na reki Ain.

## Osebnosti
- Xavier Bichat (1771-1802), anatom in fiziolog, oče sodobne histologije in patologije;